# فرط التعرق
فرط التعرق الأوّلي (بالإنجليزية: Hyperhidrosis) هي حالة تتميز بزيادة إفراز العرق عن الحد الطبيعي المطلوب لتنظيم درجة حرارة الجسم. يشعر المصابون بهذه الحالة بنوع من فقد السيطرة ذلك أن العرق يحدث بشكل مستقل عن درجة الحرارة أو الحالة المزاجية.
على الرَّغم من هذا، يجعل القلق الموقف أسوأ مع الكثير من المعانين. أحد شكاوى المرضى الشائعة أنهم يصبحون عصبيون بسبب العرق، ثم يعرقون أكثر بسبب العصبية. قد تلعب بعض العوامل الأخرى دورا في بدأ العرق، مثل أطعمة وأشربة معينة، والنيكوتين، والكافيين وبعض الروائح.
هناك خلاف حول تعريف فرط التعرق، فأي عرق يتقطّر من الجسم هو عرق زائد، تقريبا كل الناس سيتقطر منهم العرق أثناء المجهود العنيف.
يمكن لفرط التعرق أن يكون عامََّا أو محدودا بأجزاء محددة من الجسم. اليد، والقدم، والإبط، والجذع من بين أنشط المناطق من ناحية العرق بسبب الزيادة النسبية في عدد الغدد العرقية. بالرغم من هذا فأي جزء من الجسم يمكن أن يتأثر.
وجد أن فرط التعرق الأوّلي بيدأ في مرحلة البلوغ أو حتى قبلها، ويبدو أنه صفة جينية جسدية سائدة (autosomal dominant genetic trait).
يجب التمييز بين فرق التعرق الأوّلي والثانوي، الثانوي قد يبدأ في أي عمر، وقد يكون نتيجة خلل في الغدة الدرقية، أو النخامية، أو السكري، أو ورم، أو نقرس، أو انقطاع الطمث أو أدوية معينة.
يقدر عدد المصابين بفرط التعرق الأوّلي بـ 1% من السكان، بالتساوي بين الرجال والنساء.

## السبب

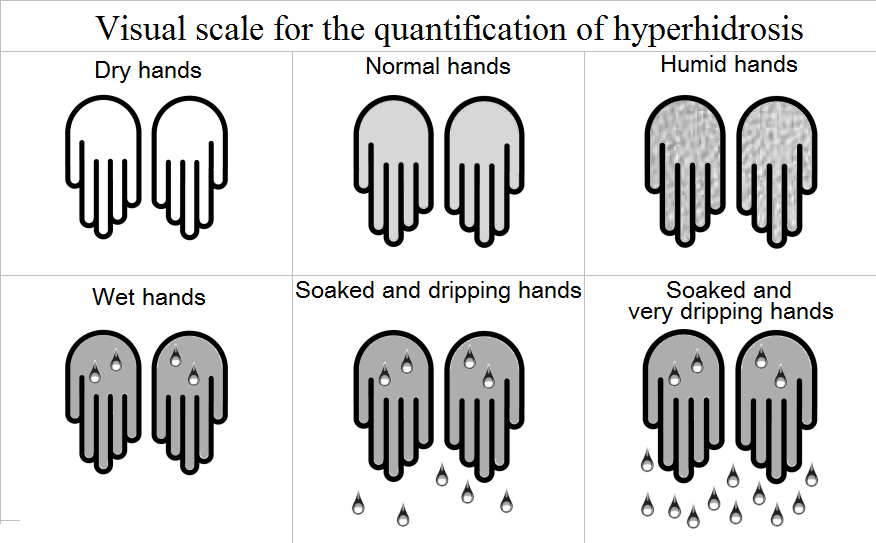
مقياس مرئي لتقدير مقدار فرط التعرق سريرياً حيث يتراوح المقياس من جاف أكثر من الطبيعي إلى أسوأ مستوى ممكن من فرط التعرق.

ما يزال سبب فرط التعرق الأوّلي مجهولا، إحدى النظريات أنه ينتج نتيجة لزيادة في نشاط الجهاز العصبي التعاطفي، لكن زيادة النشاط هذه بدورها قد تكون ناتجة عن نشاط أو وظيفة مخية غير طبيعية.

## أنواعه
فرط التعرق ينقسم إلى نوعين رئيسيين، يتجلّى فيهما زيادة غير طبيعية في إفرازات العرق من قبل الجسم
1. فرط التعرق الأساسي
يتميز هذا النوع من فرط التعرّق بحدوثه في مناطق معيّنة من الجسم، مثل الإبطين واليدين والقدمين والرأس. ويعرف بأنه يشيع حدوثه في فترة مبكّرة من العمر، قبل سنّ الخامسة والعشرين، ويتميز أيضًا بعدم وجود سبب مرضي واضح لهذا النوع من التعرق الزائد. يرتبط هذا النوع أحيانًا بعوامل وراثية، ويتفاقم بالتعرض لبعض الروائح والأطعمة المعيّنة، ويتزايد خلال فترات التوتر والقلق. يجدر بالذكر أن هذا النوع لا يحدث أثناء النوم. 
2. فرط التعرّق الثانويهذا النوع يشمل جميع مناطق الجسم، وغالبًا ما يكون مترتبًا على مشكلة صحية معيّنة، مثل داء السكري ومرض باركنسون واضطرابات الغدة الدرقية. بالإضافة إلى ذلك، قد يظهر هذا النوع خلال فترة سنّ اليأس لدى السيدات، أو قد يكون نتيجة تناول بعض الأدوية والمكمّلات الغذائية كمكمّل الزنك. يمكن أن يحدث فرط التعرق الثانوي في مراحل البلوغ، وقد يتواجد أيضًا خلال فترات النوم. ويُعرف هذا النوع أيضًا باسم "فرط التعرّق الثانوي".

## المناطق المتأثرة
- كفّية: فرط العرق من اليدين.
- إبطيّة: فرط العرق من منطقة الإبط.
- القدميين:باطن القدم
- وجهية: فرط العرق من الوجه.
- عام: فرط العرق في جميع أنحاء الجسم.

## التأثير الاجتماعي
تُؤثر زيادة إفراز العرق على الكثير من نشاطات الحياة اليومية، أشياء مثل قيادة سيارة، أداء امتحان أو حتى مجرد الإمساك بالأشياء تتأثر بشدة بحالة اليد المبتلة..
بالإضافة لهذا، فالكثير من المهن تمثّل تحدّيا لمن يعاني من فرط التعرق، مثل الطبخ، الأطباء، ومن يتعاملون مع الحواسيب. على الرغم من هذا، يعتبر الإحراج الاجتماعي أكثر سبب للمشاكل من وجهة نظر من يعاني من فرط التعرّق.
يشعر بعض مرضى فرط التعرّق بأن عليهم تجنب المواقف التي قد يحدث فيها اتصال بدني مع الآخرين. المقابلات، مع كونها سبب للتوتر عند الكثيرين، فهي أحد المواقف العصيبة بالنسبة لمن يعاني من فرط التعرّق. غالبا ما تكون المصافحة قبل وبعد المقابلة أكثر ما يقلقه.
اما الذين يعرقون في منطقة الإبط فحلهم الوحيد الذي يلجئون له هو الانطواء والانسحاب من المجتمع لكي يتفادوا الاحراج فيجب على الذين يعانون من الاحراج ان يبادروا بالعلاج واذ لم يعالجوا فسيكونون في مواجهة امراض نفسية كثيرة.

## العلاج
يمكن دائما علاج فرط التعرق، لكن لا يتم الشفاء منه.
- العلاج الحديث حقن البوتوكس، وهي تقوم بإعادة مستوى التعرق للحد الطبيعي
- جراحة (القطع المِنظاري للعصب السمبثاوي الصدري)
- جراحة (شفط الغدد العرقية)
- محلول كلوريد الألومينيوم
- سم البوتيلينيوم نوع A
- إرحال أيوني
- علاجات تؤخذ عبر الفم
- حقن العصب السمبثاوي بالتردد الحراري

## علم الأوبئة
فرط التعرق الأولي يقدّر بنسبة 2.8% من عدد سكان الولايات المتحدة. يؤثر على الرجال والنساء على حد سواء ويكون أكثر شيوعاً بين الأشخاص الذين تتراوح أعمارهم بين 25 و64 سنة. قد يكونوا بعض الأشخاص مصابين من سن مبكرة. حوالي 30 – 50% لديهم فرد آخر مصاب مما يشير إلى استعداد وراثي.